# Tetragnatha rimandoi
Tetragnatha rimandoi är en spindelart som beskrevs av Alberto Barrion 1998. Tetragnatha rimandoi ingår i släktet sträckkäkspindlar, och familjen käkspindlar.
Artens utbredningsområde är Filippinerna. Inga underarter finns listade i Catalogue of Life.